# Hibiscus superbus
Hibiscus superbus är en malvaväxtart som beskrevs av Charles Austin Gardner. Hibiscus superbus ingår i Hibiskussläktet som ingår i familjen malvaväxter. Inga underarter finns listade i Catalogue of Life.